# Bồ Đằng
Bồ Đằng (tên khác: Bồ Lạp, Bồ Cứ) là một địa danh lịch sử, nay thuộc xã Châu Nga, huyện Quỳ Châu, tỉnh Nghệ An.
Là vùng rừng núi hiểm trở, có núi cao trên 500 m; nằm trên đường tiến quân của nghĩa quân Lam Sơn từ Thanh Hoá vào Nghệ An cuối năm 1424. Tại Bồ Đằng, nghĩa quân Lam Sơn do Trần Tung chỉ huy đã đánh tan một đạo quân Minh gồm khoảng 2 nghìn người. Đó là "Trận Bồ Đằng sấm vang chớp giật" ("Bình Ngô đại cáo"), mở đầu cho hàng loạt các chiến thắng giải phóng Nghệ An phủ.